# Кург (штат)
Штат Кург (Coorg State) — штат Индии, существовавший в 1947—1956 годах. Столица — Меркара.
После аннексии британцами в 1834 году княжества Кург, его территория стала провинцией Британской Индией
После произошедшего в 1947 году раздела Британской Индии провинция Кург стала индийским штатом Кург. По конституции 1950 года он стал штатом категории «C», то есть находился под прямым управлением центрального правительства.
В 1956 году правительством Индии был принят Акт о реорганизации штатов. В соответствии с этим актом административное деление страны должно было быть реорганизовано так, чтобы штаты стали моноязычными. В связи с тем, что значительная часть говорящих на языке каннада уже проживала на территории штата Майсур, его было решено сделать ядром каннадаязычного штата, штат Кург был присоединён к штату Майсур